# Sottomarino ausiliario
Un sottomarino ausiliario è un tipo di sottomarino progettato e costruito per svolgere compiti diversi dal combattimento. Si tratta di mezzi solitamente disarmati, che possono essere il risultato di progettazioni originali oppure di conversioni di esemplari precedentemente utilizzati per scopi militari. La grande maggioranza dei mezzi di questo tipo sono a propulsione convenzionale, anche se si trovano pure modelli nucleari.

## Sottomarino convenzionale ausiliario
Si tratta della categoria più numerosa. Mezzi di questo tipo possono essere utilizzati per i compiti più vari. Possono essere sia il risultato di conversioni, sia di progettazioni originali, e non sono necessariamente disarmati. Segue una lista di classificazioni, sulla base dei vari utilizzi possibili.
- SSA: sottomarino ausiliario, oppure sottomarino da trasporto
- SSAG: sottomarino ausiliario con capacità di combattimento
- SSE: sottomarino per trasporto munizioni, oppure sottomarino da ricognizione elettronica.
- SSM: sottomarino posamine (anche: SM)
- SSO: sottomarino petroliera (anche: AOSS)
- SSP: sottomarino da trasporto (anche: APS, ASSP, LSSP)
- SSQ: sottomarino per comunicazioni
- SSR: sottomarino "radar picket" (letteralmente: picchetto radar)
- SST: sottomarino da addestramento bersaglio

I sommergibili Giada e Vortice attraccati alla banchina

In realtà la classificazione può racchiudere anche significati reconditi; per esempio la marina MIlitare Italiana, immediatamente dopo la sua costituzione, per aggirare le clausole del trattato di pace che le impedivano di possedere sommergibili, denominò le due unità a sua disposizione (Vortice e Giada) "pontoni veloci per la ricarica delle batterie", designandoli V.1 e V.2, pur avendoli ufficialmente radiati il 1º febbraio 1948, pur continuando ad usarli per addestrare gli equipaggi per le future unità operative.

## Sottomarino nucleare ausiliario
Un sottomarino nucleare ausiliario è un sottomarino a propulsione nucleare progettato per svolgere compiti diversi dal combattimento. Si tratta di mezzi privi di armamento, utilizzati principalmente per scopi militari. Anche in questo caso, possono essere il risultato di un progetto originale oppure frutto di una conversione effettuata su un battello precedentemente costruito a scopo militare (solitamente un SSBN).
Le classificazioni sono le seguenti.
- SSQN: sottomarino nucleare per comunicazioni
- SSRN: sottomarino nucleare "radar picket"
- SSAN: sottomarino nucleare ausiliario

La produzione di mezzi di questo tipo è stata piuttosto limitata, ed è avvenuta soprattutto in Unione Sovietica e Russia. Un paio di esemplari risultano anche negli Stati Uniti.

### Unione Sovietica/Russia
L'Unione Sovietica costruì e mise in servizio un buon numero di sottomarini nucleari ausiliari. In particolare, ben quattro modelli sono frutto di una progettazione originale, e due costituiscono delle classi composte da più di un esemplare.
| Classe   | Numero esemplari costruiti | Dislocamento emersione/immersione | Lunghezza | Impiego                 | Ingresso in servizio | Status attuale                        |
| -------- | -------------------------- | --------------------------------- | --------- | ----------------------- | -------------------- | ------------------------------------- |
| Uniform  | 3                          | 1.340/1.580                       | 69        | Ricerche marine segrete | 1983                 | 2 operativi, 1 forse in riserva       |
| X-Ray    | 1                          | ?/520                             | 40        | Ricerche marine segrete | 1985                 | Probabilmente in riserva              |
| Paltus   | 2                          | ?/730                             | 53        | Ricerche marine segrete | 1991                 | 1 operativo, l'altro forse in riserva |
| Losharik | 1                          | ?                                 | ?         | Operazioni speciali     | 2003?                | Operativo?                            |

Alcuni SSBN sono stati disarmati e convertiti a vari utilizzi tra gli anni settanta ed oggi.
| Nome           | Classe originale | Nome in codice NATO | Impiego                                                  | Ingresso in servizio    | Status attuale |
| -------------- | ---------------- | ------------------- | -------------------------------------------------------- | ----------------------- | -------------- |
| KS-19          | Hotel II         | ?                   | SSQN                                                     | anni settanta           | Radiato        |
| KS-40          | Hotel II         | ?                   | SSQN                                                     | 1977                    | Demolito       |
| KS-403         | Yankee I         | Yankee Pod          | Sperimentazione di apparecchiature, sonar in particolare | 1979                    | Operativo      |
| KS-411         | Yankee I         | Yankee Stretch      | Sottomarino madre per i classe Paltus                    | 1990                    | Operativo      |
| KS-129         | Delta III        | ?                   | Sottomarino madre per minisommergibili                   | 2001?                   | Operativo?     |
| BS-64 Vladimir | Delta IV         | ?                   | Laboratorio sottomarino?                                 | In conversione dal 1999 |                |

### Stati Uniti
L'unico altro Paese che ha avuto sottomarini da appoggio a propulsione nucleare è stato gli Stati Uniti. Complessivamente, si tratta di due mezzi. Il primo fu l'USS Triton (SSRN-586), un sottomarino nucleare "radar picket" entrato in servizio nel 1959 e convertito come SSN nel 1961. Si trattò del più costoso sottomarino mai costruito, costato ben 109.000.000 di dollari del 1959 (esclusi i costi per reattori e relativo combustibile). Il secondo è stato l'NR-1, un battello entrato in servizio nel 1969 progettato per svolgere missioni di ricerca (oceanografica, geologica, ecc.), sorveglianza, soccorso, oltre ad operazioni di riparazione e manutenzione di installazioni subacquee. Risulta sia stato ritirato il 21 novembre 2008.